# Dominique Laporte
Dominique Gilbert Laporte (Tours, 1949-París, 1984) fue un escritor y un psicoanalista francés. 
Fue director del departamento de psicoanálisis  de la Universidad de Paris 8. Escribió numerosas poesías y ensayos, destacando su obra Historia de la mierda (Histoire de la merde) publicada en París en 1978. Además fue editor en francés de los Scatalogic Rites of All Nations del militar estadounidense John Gregory Bourke.

## Obras
- Le français national: politique et pratiques de la langue nationale sous la Révolution française
- Histoire de la merde: prologue
- L'Étron de la nuit : prosopopée
- Il nous reste la main, poésie. Argo, 1979
- La Perspective et le temps
- L'enfance de Flaubert : l'opération faite à la langue
- Bouvard & Pécuchet centenaires /[textos reunidos por D.G. Laporte] ; avec des textes de Roland Chemama ... [et al.].
- Laure ou la Prosopopée du ciel
- Christo